# ET-waarde

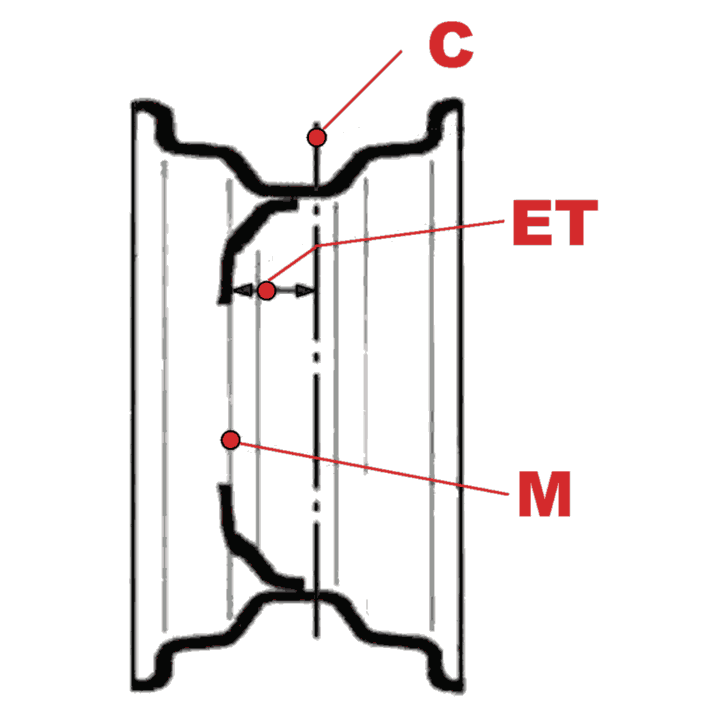

De ET staat voor het Duitse "Einpresstiefe", oftewel wielbolling. Vaak onterecht 'ET-waarde' genoemd: ET is een maat, geen waarde.
Een wiel bestaat uit twee delen, namelijk de velg waar de band op gemonteerd zit en een schijf (of spaken) die ervoor zorgt dat een min of meer stijve verbinding met het midden van het wiel, de naaf, tot stand komt en het geheel aan het voertuig gemonteerd kan worden met wielbouten of wielmoeren. Wanneer de schijf zodanig geplaatst is dat het montagevlak (M in de tekening) in het centrum van de velg geplaatst is (C in de tekening), spreekt men van ET 0 (mm). Zowel aan de binnenzijde, als de buitenzijde is dan evenveel ruimte. Om slijtage te verminderen dient het wiel zo goed mogelijk boven het wiellager gecentreerd te worden, de ET is dan gelijk aan de afstand tussen wiellager en bevestigingsplaats.
Er zijn auto’s met een gemiddelde ET van ca. 35mm, een lage ET van 15 tot 28mm en er zijn auto’s met een hoge ET vanaf ET 40. VW Golf type 3 heeft bijvoorbeeld een gemiddelde ET, namelijk 35mm, BMW heeft in veel gevallen (oudere modellen van de 5- en 7-serie) een lage ET (ET 15 of ET 20) of juist een hoge ET van 40+ (3-serie model E36 en E46) en Opel heeft net als veel Japanse auto’s een hoge ET, namelijk 49+. Hoe lager de ET van de velg, hoe verder het wiel naar buiten komt te staan. Als de ET van de wielophanging 35mm is en je monteert velgen met een ET van 10mm, dan komt het wiel 25 mm te ver naar buiten te staan. Gemiddeld genomen is een ET afwijking van 5 mm acceptabel.